# Вікторія Вера
Вікторія Вера ((ісп. Victoria Vera), справжнє ім'я Вікторія Перез Діаз (ісп. Victoria Perez Diaz); нар. 19 лютого 1956, Мадрид, Іспанія) — іспанська акторка театру і кіно.

## Біографія
Вікторія Вера народилася 19 лютого 1956 року в Мадриді. У віці п'яти років вона почала освоювати класичний балет, а в віці дванадцяти років поступила на курси акторської майстерності в школу театру і кіно в Мадриді.
В іспанському кінематографі дебютувала в 1963 році, загалом вона знялася в 41 роботі, серед них присутні і роботи, зняті за межами Іспанії (в Мексиці вона грала в телесеріалі «Багаті теж плачуть», а в СРСР — у фільмі «Іспанська акторка для російського міністра»).
Багато ролей зіграла в іспанських театральних постановках. Вікторія Вера також працювала з такими легендами кіно, як Омар Шариф, Ентоні Квінн, Аліда Валлі, Пітер Фонда, Фернандо Рей і навіть з рок-співаком Елісом Купером у фільмі «Левіафан». У 2011 році знялася в журналі «Інтерв'ю».

## Вибіркова фільмографія
| Іспанія Телесеріали Понад 2 сезони 2007-11 — Телеспогади (3 сезони) — Кріста До 2-х сезонів 1963-78 — Новела — Хертру 1964-85 — Студія 1 — Беаті 1968-74 — Одинадцята година — епізод Телефільми 1981 — Федра — Федра (головна роль) Фільми 1974 — Нові іспанці — Лоліта 1975 — Підлітки — Росалінда 1975 — Школа смерті — Сільвія Сміт 1978 — Бунт — Антонія 1981 — Напад на казино (спільно з Великою Британією) — Сандра 1984 — Повелитель собак (спільно з США і Пуерто-Рико) — Сандра 1987 — Зданий екзамен — Єлена Альварес 1989 — Людина пристрасті — Нурія | - 1991 — Сімейний експрес (Швейцарія-Франція-Італія) — Ванда |